# George Talbot, VI conde de Shrewsbury

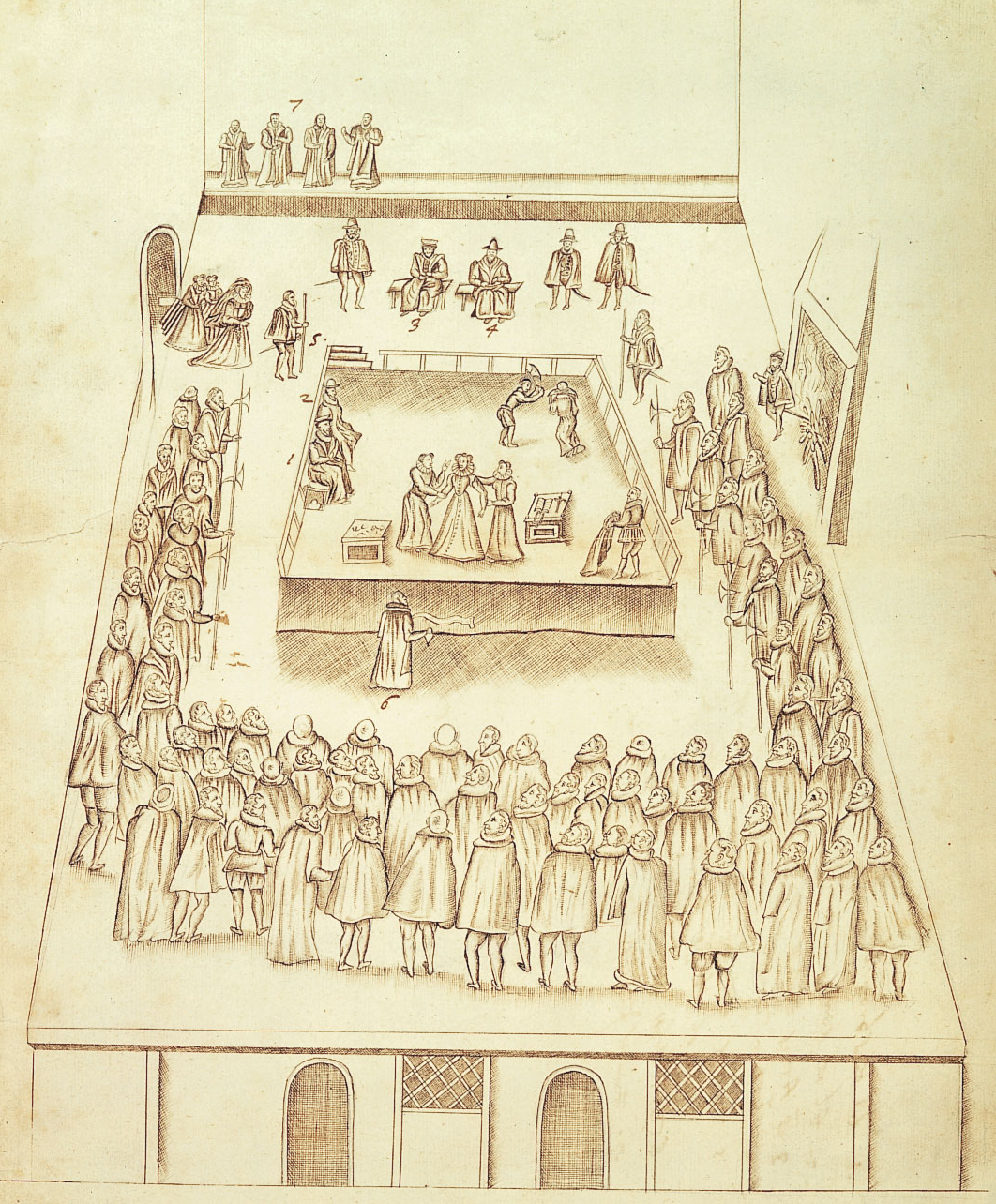
La ejecución de María, Reina de los Escoceses en el Castillo de Fotheringhay el 8 de febrero de 1587, dibujado por Robert Beale, secretario del Consejo Privado, testigo ocular. Los testigos oficiales, George Talbot, Conde de Shrewsbury y Henry Grey, Conde de Kent están sentados en el andamio de la izquierda, identificado como números 1 y 2. Sir Amias Paulet, carcelero de María, es identificado como 3, parte superior, sentado a la izquierda debajo de la tarima

Armas de Talbot: en campo de Gules, un león rampante o una bordura engrailed de la última

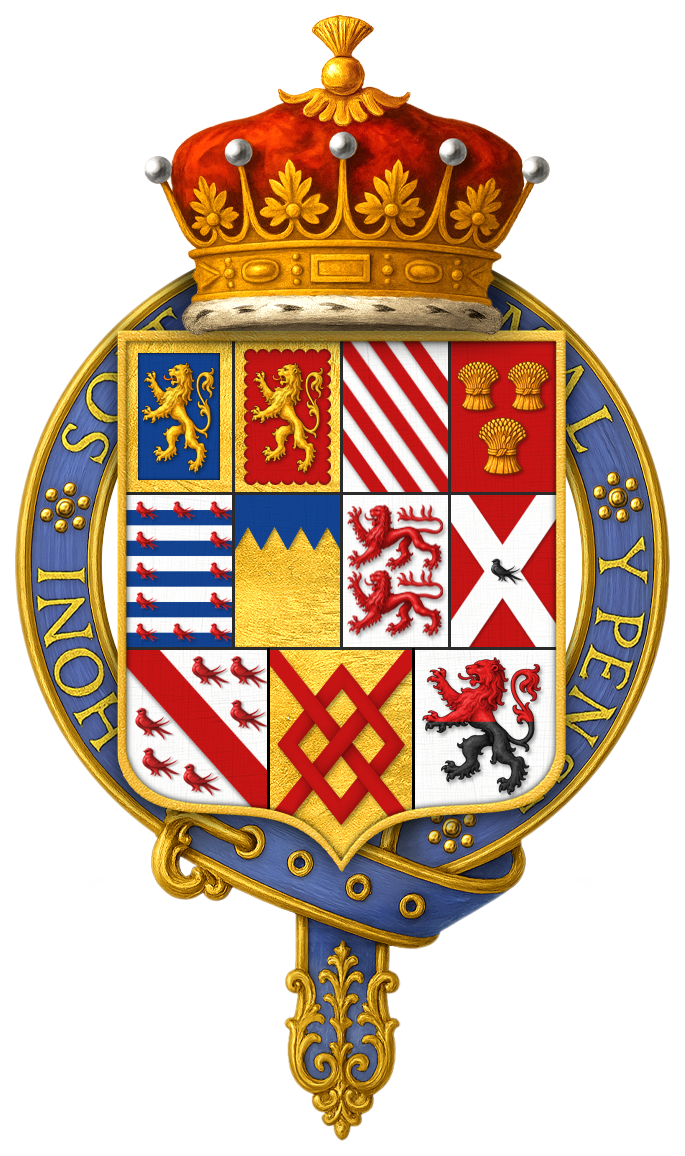
Armas en cuarteles de Sir George Talbot, VI conde de Shrewsbury, KG

George Talbot, VI conde de Shrewsbury, VI conde de Waterford, XII barón Talbot, KG, conde mariscal (c. 1522/8 – 18 de noviembre de 1590) fue un noble y militar inglés. También ostentó los títulos subsidiarios de XV barón Strange de Blackmere y XI barón Furnivall. Fue conocido por ser el guardián de María, Reina de los Escoceses entre 1568 – 1585, su matrimonio con su segunda esposa, Elizabeth Talbot (Bess de Hardwick), así como por sus escritos.

## Vida y carrera
Talbot era el único hijo de Francisco Talbot, V conde de Shrewsbury y María Dacre. Estuvo en servicio militar activo durante su juventud, participando en la invasión de Escocia, junto al duque de Somerset. Fue enviado por su padre en octubre de 1557 para aliviar a Thomas Percy, conde de Northumberland, asediado en el Castillo de Alnwick. Luego permaneció durante algunos meses en servicio en la frontera, con quinientos jinetes bajo su mando.
En 1560, heredó el condado de Shrewsbury, la baronía de Furnivall y la posición de Justicia en Eyre, que había tenido su padre. También asumió, como su padre, el cargo de chamberlan de la Hacienda pública. Un año más tarde, fue  nombrado Caballero de la Jarretera.
Shrewsbury fue elegido para ser el guardián de María I de Escocia, encarcelada por Isabel I en 1568, después de que buscara refugio en Inglaterra, tras la desastrosa batalla de Langside. Shrewsbury recibido su guardia en Tutbury Castle el 2 de febrero de 1569, pero en junio se dirigió aWingfield Manor, donde Leonard Dacre intentó realizar un rescate. El conde disponía de casas y castillos en el interior del reino, por lo que María puede ser retenida sin problema. En septiembre, regresó a Tutbury, donde Henry Hastings, conde de Huntingdon, se unió temporalmente a la familia. En noviembre tuvo lugar la rebelión del Norte, con la revuelta de los condes de Northumberland y de Westmorland, que pretendían marchar sobre Tutbury. María  fue trasladada a Coventry, y no volverá hasta el mes de enero siguiente. 
En mayo de 1570 Shrewsbury llevó a María aChatsworth, donde se frustró otro plan de huida. Cecil y Mildmay visitaron Chatsworth en octubre, y acordaron enviar a María al Castillo de Sheffield (principal sede de Shrewsbury), que tuvo lugar poco después. En Sheffield, aparte de las ocasionales visitas a los baños en Buxton, a Chatsworth, o Hardwick Hall, permaneció bajo la custodia de Shrewsbury durante los siguientes catorce años. Durante el invierno de 1571-72 el conde se encontraba en Londres, quedando María a cargo de Sir Ralph Sadler. Mientras tanto, en 1571, Lord Shrewsbury fue nombrado Lord gran Senescal para el juicio a Thomas Howard, IV duque de Norfolk (con respecto a la conspiración de Ridolfi). Finalmente, en 1572, lord Shrewsbury fue nombrado conde mariscal, un cargo que desempeñó (junto con la de la Justicia en Eyre) hasta su muerte en el año 1590. 
Tras la condena de María por su papel en la conspiración de Babington, Shrewsbury participó en el juicio, y fue uno de los testigos oficiales de su ejecución en el Castillo de Fotheringhay el 8 de febrero de 1587.

## Vida personal, enfermedad y muerte

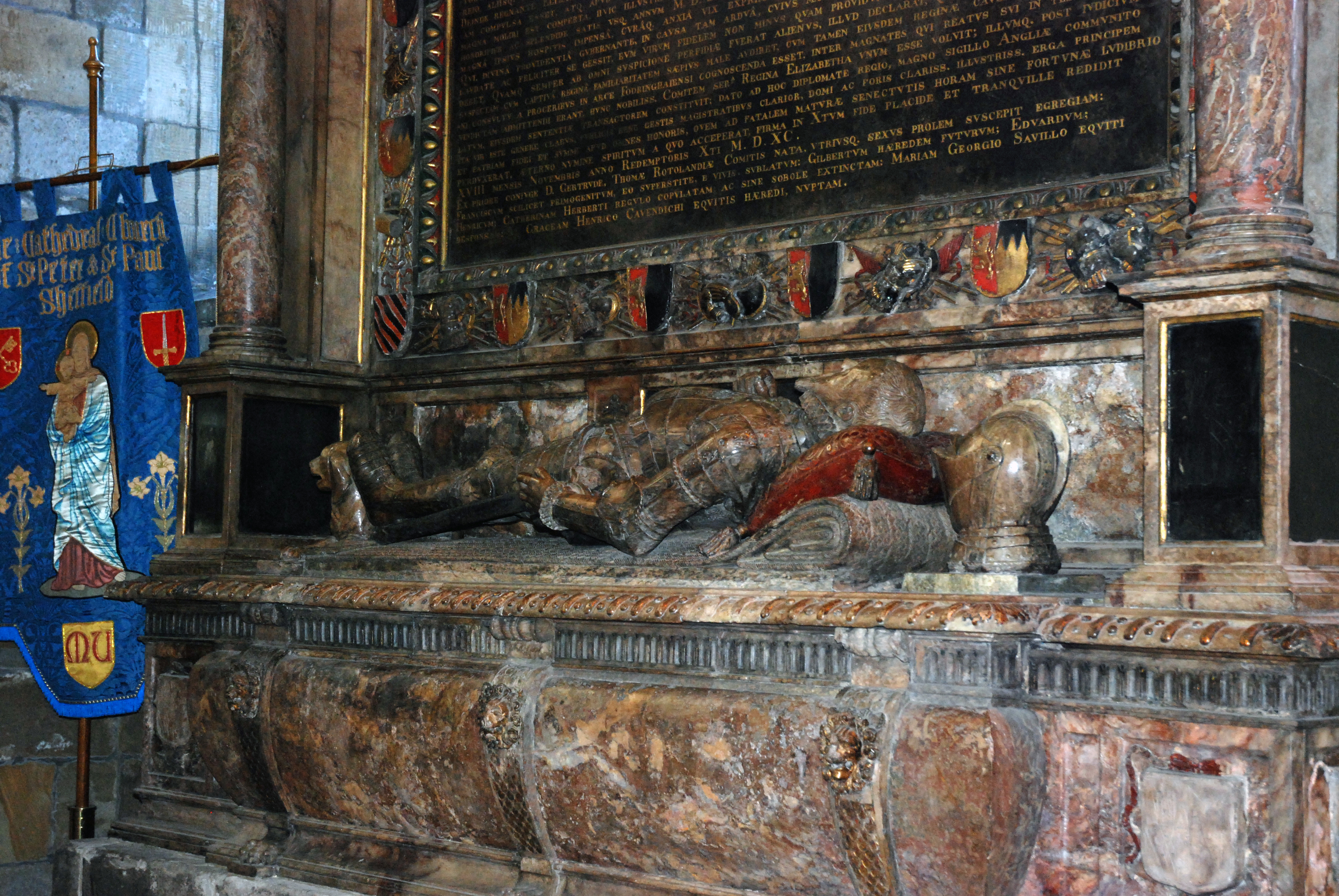
Monumento con la efigie de George Talbot, VI conde de Shrewsbury, la Catedral de Sheffield

Tras la muerte de su primera esposa, Gertrudis Manners, Shrewsbury se casó inmediatamente con Bess de Hardwick, a principios de 1568 en una boda doble con sus dos hijos mayores del matrimonio anterior. Elizabeth Shrewsbury, Bess, conmemoró sus nuevas iniciales en un magnífico estilo, haciéndolas incluir en la balaustrada de su residencia en Hardwick.
La reina Isabel había impuesto el responsable de la tarea de protección de María a Shrewsbury, y no le permitió renunciar al cargo durante más de 15 años. Por esta y otras razones, (tales como disputas económicas) su matrimonio con Bess de Hardwick, aunque feliz al principio, comenzó a deteriorarse alrededor de 1583, según se puede comprobar en su correspondencia. El lento pero paulatino deterioro de su salud (reumatismo) con dolores crónicos, y los problemas económicos causados por sus responsabilidades como guardián de la reina escocesa, fueron amargando su carácter. Elizabeth trató de buscar la reconciliación de ambos cónyuges entre 1586 – 1589; sin embargo, aunque Bess parece haber estado dispuesta, Shrewsbury parece haberse mantenido indignado y pasó sus últimos años sin ella, buscando el cariño de Eleanor Britton, una de sus sirvientas.
George Talbot, VI conde de Shrewsbury, murió el 18 de noviembre de 1590 y fue sobrevivido por su esposa Bess de Hardwick. Fue enterrado en la Capilla de Shrewsbury, en la Iglesia Parroquial de Sheffield Iglesia (actual Catedral de Sheffield), donde aún se puede ver un monumento erigido en su nombre.

## Matrimonio y descendencia
Se casó dos veces: 

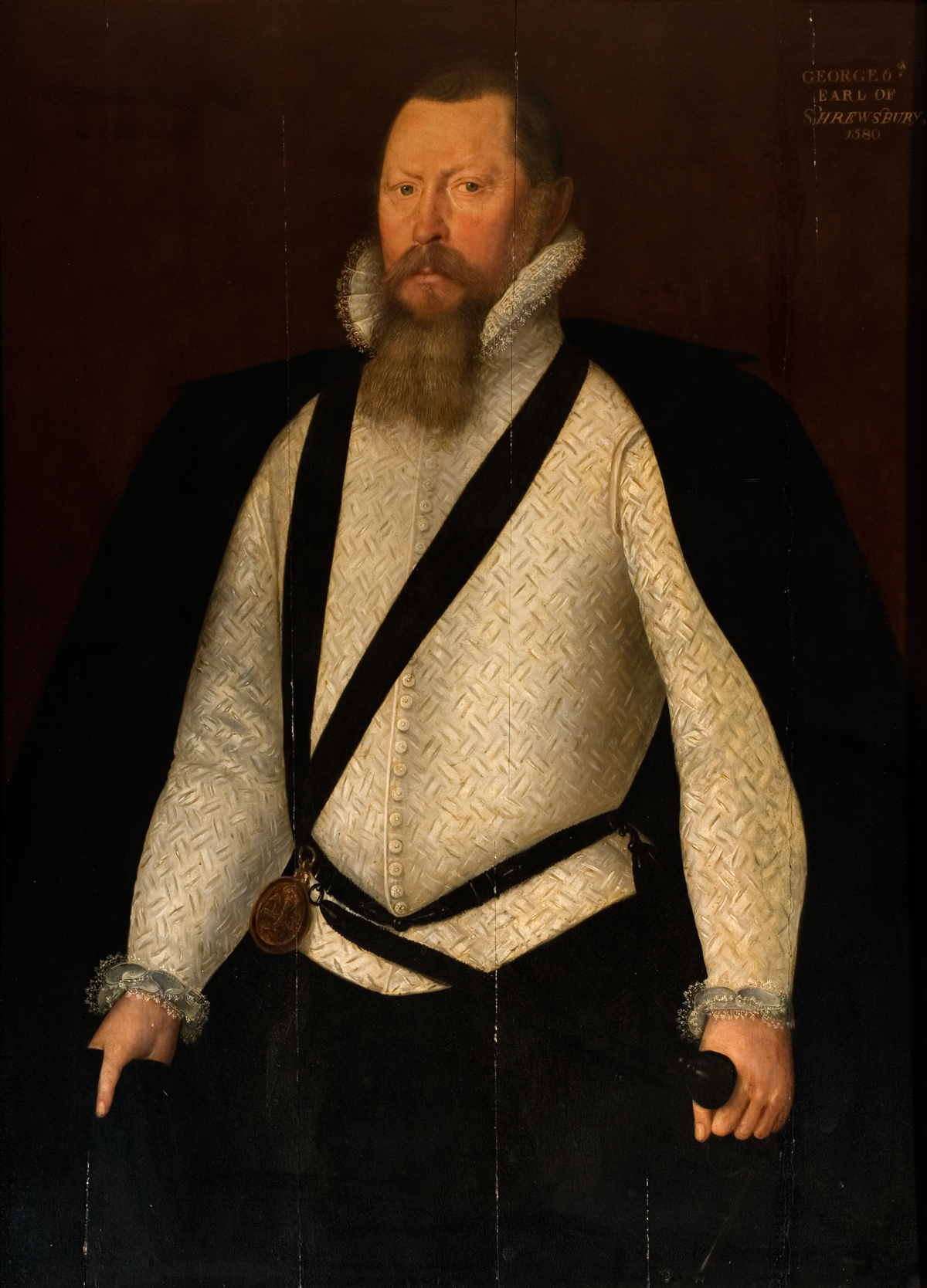
Retrato de 1580 de George Talbot.

- En primer lugar, con Gertrude Manners, hija de Thomas Manners, conde de Rutland, con la que tuvo descendencia:
  - Francis, Lord Talbot, primogénito y heredero aparente, que fallece antes que su padre, después de casarse, en 1562.
  - Gilbert Talbot, VII conde de Shrewsbury, segundo, pero mayor hijo superviviente y heredero.
  - Henry Talbot (1563-1596), esposo de Elizabeth Rayner (1556-1612).
  - Edward Talbot, VIII conde de Shrewsbury, que sucedió a su hermano mayor en el condado.
  - Catherine Talbot.
  - Mary Talbot;
  - Grace Talbot, que se casó con su hermanastro Henry Cavendish (1550-1616), hijo y heredero de Sir William Cavendish de Chatsworth, en Derbyshire, y de su esposa Elizabeth Hardwick.
- En segundo lugar se casó con Elizabeth Hardwick (c. 1527 – 1608), (Bess de Hardwick), de Hardwick Hall, en Derbyshire, viuda de Sir William Cavendish de Chatsworth, en Derbyshire; sin descendencia.[1]

## Cartas y documentos
Shrewsbury dejó mucha documentación, incluyendo cartas y documentos. En general, estos abarcan el periodo entre su ascensión al título de conde en 1560 y su muerte. Muchos de estos documentos se reunieron en el College of Arms y terminaron en la Biblioteca de Lambeth Palace en 1983 como los "papeles de Shrewsbury-Talbot". Este recurso histórico, fue publicado por primera vez en 1791 por Edmund Lodge, y todas las cartas han sido recientemente reunidas estructuradas como calendario.
- Lodge, Edmund, ed., Las ilustraciones de la Historia Británica, 3 vols., Londres (1791)
- Lodge, Edmund, ed., Las ilustraciones de la Historia Británica, 3 vols., Oxford, (1838)
- Bill, E. G. W., ed., Calendario de Shrewsbury documentos en la Biblioteca del Palacio de Lambeth, Derbyshire Registro de la Sociedad (1966)
- Batho, G. R., ed., Calendario de Shrewsbury y Talbot manuscritos en el Colegio de los Brazos, HMC (1971)

Además de estas, cartas de Talbot a y de su segunda esposa Bess de Hardwick se conservan en la Colección de la Universidad de Glasgow y han sido digitalizadas.
Pese a la riqueza del material conservado, la caligrafía de Shrewsbury es conocida entre los expertos por su inenteligibilidad. Se acepta que, además de caligrafía de la época, Shrewsbury sufría de reumatismo ("gota") en su mano.

## En la ficción
George Talbot es uno de los personajes principales de la novela histórica The Other Queen, de Philippa Gregory. Aparece también de manera recurrente en la obra de Friedrich Schiller María Stuart (como lord de Shrewsbury) y en la trágica ópera inspirada en ella, Maria Estuardo, de  Gaetano Donizetti (como Giorgo Talbot).